# 圣皮埃尔德瓦索勒
圣皮埃尔德瓦索勒（法語：Saint-Pierre-de-Vassols，法語發音：[sɛ̃ pjɛʁ də vasɔl]）是法国普罗旺斯-阿尔卑斯-蓝色海岸大区沃克吕兹省的一个市镇，属于卡庞特拉区。

## 地理
圣皮埃尔德瓦索勒（44°6'4"N, 5°8'13"E）面积4.93 平方千米，位于法国普罗旺斯-阿尔卑斯-蓝色海岸大区沃克吕兹省，该省份为法国东南部内陆省份，北起德龙省，西北接阿尔代什省，西接加尔省，南至罗讷河口省，东南角与瓦尔省接壤，东临上普罗旺斯阿尔卑斯省。
与圣皮埃尔德瓦索勒接壤的市镇（或旧市镇、城区）包括：贝端、克里永勒布拉沃、马藏、莫代讷、莫尔穆瓦龙。

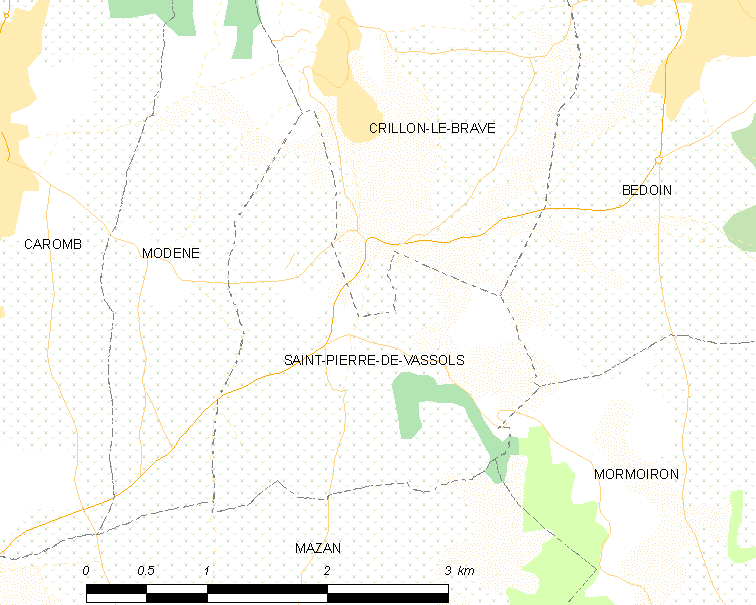
圣皮埃尔德瓦索勒的OSM定位图

圣皮埃尔德瓦索勒的时区为UTC+01:00、UTC+02:00（夏令时）。

## 行政
圣皮埃尔德瓦索勒的邮政编码为84330，INSEE市镇编码为84115。

## 政治
圣皮埃尔德瓦索勒所属的省级选区为佩尔讷莱方丹县。

## 人口

1962-2008年间圣皮埃尔德瓦索勒人口变化图示

圣皮埃尔德瓦索勒于2022年1月1日时的人口数量为504人。